# Rynchops flavirostris
Il becco a cesoia africano (Rynchops flavirostris Vieillot, 1816) è un uccello della famiglia dei Laridae dell'ordine dei Charadriiformes.

## Caratteristiche
Il becco a cesoia è lungo 36-42 centimetri, pesa tra i cento e i duecento grammi e ha un'apertura alare di 105 centimetri. La livrea, uguale nei due sessi, è nera sul dorso, sulla nuca, sul capo e sulle ali; ventre, coda, collo e viso sono bianchi. Il robusto becco è molto più lungo nella metà inferiore e appiattito nei bordi come nelle forbici; è di color rosso-arancio tranne sulla punta che è gialla. Le corte zampe sono rosso brillanti. Una particolarità è la pupilla che somiglia a quella dei gatti.

## Distribuzione e habitat
Come indica il nome, vive in Africa, dal Senegal alla valle del Nilo in Etiopia come margine settentrionale, e giù fino ad una linea immaginaria che comprende Angola, Botswana e Mozambico a sud. Raramente si spinge fino all'Egitto o in Israele.
 È un uccello limicolo che abita presso fiumi di basso regime, laghi, stagni, paludi aperte e lagune costiere. Li si incontra anche su spiagge o lingue di sabbia.

## Nutrizione
Esclusivamente piscivoro, il becco a cesoia è un cacciatore esemplare. Vola rasente all'acqua con la parte inferiore del becco sommersa; quando incappa in una preda serra in un attimo il becco inghiottendola al volo.

## Riproduzione
È un uccello coloniale che nidifica insieme ad altre specie. Il periodo di riproduzione si ha tra i mesi di marzo e giugno se ci si trova a nord dell'equatore, altrimenti si ha tra luglio e novembre (il periodo esatto dipende dalla quantità d'acqua presente nelle zone di nidificazione). Il nido è un semplice buco nella sabbia in cui la femmina depone tra le due e le quattro uova. Entrambi i genitori si occupano della cova. Il periodo di incubazione è di circa 21 giorni. I pulcini sono biancastri sul ventre e macchiettati di nero nel resto del corpo.

## Status
Il becco a cesoia africano è un uccello minacciato su più fronti. Oltre a dover subire la modifica dell'habitat (in progressiva diminuzione), le uova sono spesso vittima delle migrazioni o dei passaggi di elefanti, di ippopotami o degli gnu.